# Giáo hoàng Ađrianô IV
Ađrianô IV (Latinh: Adrianus IV) là vị giáo hoàng thứ 169 của giáo hội công giáo.
Theo niên giám tòa thánh năm 1806 thì ông đắc cử Giáo hoàng năm 1154 và ở ngôi Giáo hoàng trong 4 năm 8 tháng 29 ngày. Niên giám tòa thánh năm 2003 xác định ông đắc cử Giáo hoàng ngày 4 tháng 12 năm 1154, ngày khai mạc chức vụ mục tử đoàn chiên chúa là ngày 5 tháng 12 và ngày kết thúc triều đại của ông là ngày 1 tháng 9 năm 1159.
Adrianus IV sinh tại Langley, Anh thuộc tầng lớp thấp kém. Đây là người Anh duy nhất làm Giáo hoàng người Anh. Đức Adrianus bất chấp mọi chuyện để bảo vệ quyền tối thượng của Giáo hội trên hoàng đế, nên đây là một thách thức đối với Frederick Barbarossa.
Trong suốt cuộc gặp với ông ở Sutri, hoàng đế không muốn giữ bàn đạp để cưỡi lên ngựa cho Đức Giáo hoàng và Adrianus từ chối hôn xin lỗi ông ấy. Những xích mích giữa Barbarossa và Hadrian đưa Đức Giáo hoàng một lần nữa xích lại gần với người Norman.
Là vị Giáo hoàng người Anglo Saxon, ông được coi là một vị Giáo hoàng cương trực. Giáo hoàng đem đảo Ái nhĩ lan tặng vua nước Anh, và cho phép vua nầy nhận lấy. Giáo hoàng kế tiếp, là Alexandre III, lại cho phép ấy, song đến năm 1171 mới thi hành.